# Camille Rigoult
Camille Rigoult est un homme politique français né le 15 août 1763 à Dieppe (Seine-Maritime) et décédé le 12 avril 1835 à Troyes (Aube).
Officier de cavalerie avant la Révolution, il est procureur impérial à Neufchâtel sous le Premier Empire. Il est député de la Seine-Maritime en 1815, pendant les Cent-Jours.

## Sources
- « Camille Rigoult », dans Adolphe Robert et Gaston Cougny, Dictionnaire des parlementaires français, Edgar Bourloton, 1889-1891 [détail de l’édition]